# سیارک ۲۱۶۱۴
سیارک ۲۱۶۱۴ (به انگلیسی: 21614 Grochowski، نامگذاری:1999JW75) بیست و یک هزار و ششصد و چهاردهمین سیارک کشف شده‌است که در ۱۰ مه ۱۹۹۹ کشف شد.
قدر مطلق سیارک برابر ۱۸.۶ است.